# FEBS Journal
The FEBS Journal je dvonedeljni recenzirani naučni časopis koji objavljuje izdavačka kuća Wiley u ime Federacije Evropskih biohemijskih društava. Pre 2005, časopi se zvao European Journal of Biochemistry, što je bilo novo ime za Biochemische Zeitschrift koje je usvojeno 1967. godine. Časopis pokriva istraživanja svih aspekata biohemije, molekularne biologije, citologije, i molekularne osnove bolesti. 
Po podacima Journal Citation Reports ovaj časopis je 2015. godine imao faktor impakta od 4,237, i bio je rangiran u gornjoj kvartalu, kao 72. od 289 časopisa u kategoriji "Biohemija & molekularna biologija".

## Spoljašnje veze
- Zvanični veb-sajt